# Epifanio Mejía
Epifanio Mejía Quijano (Yarumal, 9 de abril de 1838-Medellín, 31 de julio de 1913) fue un reconocido poeta y escritor colombiano, autor de la letra del Himno de Antioquia.

## Biografía
José Epifanio Mejía nació el 9 de abril de 1838 en Yarumal, hijo primogénito de Ramón Mejía y Luisa Quijano. Pasó su niñez en la finca "El Caunce", en las montañas vecinas. Epifanio acudió a la rudimentaria escuela del pueblo donde realizaría sus estudios de primaria, única formación académica que recibiría. Por lo demás fue un asiduo lector. Por parte de su familia fue instruido bajo los preceptos religiosos y tradicionales de la región antioqueña. La familia estaba conformada por siete hermanos.
Tras la muerte de su padre, en su adolescencia se trasladó, junto a su hermana Hersilia, a la ciudad de Medellín, contaba entonces con 17 años y allí trabajó para su tío en un almacén de telas cerca a la Basílica Menor de Nuestra Señora de la Candelaria. Allí, en su tiempo libre, comenzó la lectura y composición de versos, que pronto se difundieron en la sociedad medellinense. Contrajo matrimonio con Ana Joaquina Ochoa, a quien dedicara varios poemas, entre ellos "A Anita" y con quien engendraría doce hijos; la ceremonia se llevó a cabo en la parroquia de Envigado, en 1864. Por aquel entonces Epifanio y su familia residían en la calle el "Chumbimbo" (hoy Sucre), donde había alcanzado cierta independencia económica. Pronto se hizo notorio su desequilibrio mental, teniendo episodios críticos por 1870, por lo cual, bajo recomendación médica, regresó con su familia a Yarumal. Allí pasaría tiempos de lucidez, en los que dedicaba horas a la lectura y escritura de versos, inspirado por los andares en las montañas antioqueñas y los convulsionados acontecimientos políticos. Con todo, comenzó a recaer, y en ocasiones fue sorprendido echando tierra a los alimentos que le servían, o era visto hasta altas horas recitando versos al río. Por tal motivo fue recluido en el manicomio del barrio Aranjuez, hoy sede de Comfama, donde fallece en 1913 tras 34 años de hospitalización.
Mejía creó una poesía personal, de metro  asonantado, que el padre Félix Restrepo Mejía compiló en 1939. En ella destacan La muerte del novillo, La ceiba de Junín y El canto del antioqueño, que es la letra del Himno de Antioquia.
El canto del antioqueño :
I
Amo el Sol porque anda libre,
sobre la azulada esfera,
al huracán porque silba
con libertad en las selvas.
II
El hacha que mis mayores
me dejaron por herencia,
la quiero porque a sus golpes
libres acentos resuenan.
III
Forjen déspotas tiranos
largas y duras cadenas
para el esclavo que humilde
sus pies de rodillas besa.
IV
Yo que nací altivo y libre
sobre una sierra antioqueña
llevo el hierro entre las manos
porque en el cuello me pesa.
V
Nací sobre una montaña,
mi dulce madre me cuenta
que el sol alumbró mi cuna
sobre una pelada sierra.
VI
Nací libre como el viento
de las selvas antioqueñas
como el cóndor de los Andes
que de monte en monte vuela.
VII
Pichón de águila que nace
sobre el pico de una peña
siempre le gusta las cumbres
donde los vientos refrescan.
VIII
Cuando desciendo hasta el valle
y oigo tocar la corneta,
subo a las altas montañas
a dar el grito de alerta.
IX
Muchachos, le digo a todos
los vecinos de las selvas
la corneta está sonando...
tiranos hay en la sierra!
X
Mis compañeros, alegres,
el hacha en el monte dejan
para empuñar en sus manos
la lanza que el sol platea.
XI
Con el morral a la espalda
cruzamos llanos y cuestas,
y atravesamos montañas
y anchos ríos y altas sierras.
XII
Y cuando al fin divisamos,
allá en la llanura extensa,
las toldas del enemigo
que entre humo y gente blanquean
XIII
Volamos como huracanes
regados sobre la tierra,
ay del que espere empuje de
nuestras lanzas revueltas!
XIV
Perdonamos al rendido
porque también hay nobleza
y en los bravos corazones
que nutren las viejas selvas.
XV
Cuando volvemos triunfantes
las niñas de las aldeas
rinden coronas de flores
a nuestras frentes serenas.
XVI
A la luz de alegre tarde
pálida, bronceada, fresca
de la montaña en la cima
nuestras cabañas blanquean.
XVII
Bajamos cantando al valle
porque el corazón se alegra;
porque siempre arranca gritos
la vista de nuestra tierra.
XVIII
Es la oración; las campanas
con golpe pausado suenan;
con el morral a la espalda
vamos subiendo la cuesta.
XIX
Las brisas de las colinas
bajan cargadas de esencia,
la luna brilla redonda
y el camino amarillea.
XX
Ladran alegres los perros
detrás de las arboledas
el corazón oprimido
del gozo palpita y tiembla...
XXI
Caminamos... Caminamos...
y blanqueas... y blanquean...
y se abren con ruido
de las cabañas las puertas.
XXII
Lágrimas, gritos, suspiros,
besos y sonrisas tiernas,
entre apretados abrazos
y entre emociones revientan.
XXIII
Oh libertad que perfumas
las montañas de mi tierra,
deja que aspiren mis hijos
tus olorosas esencias!